# Botter

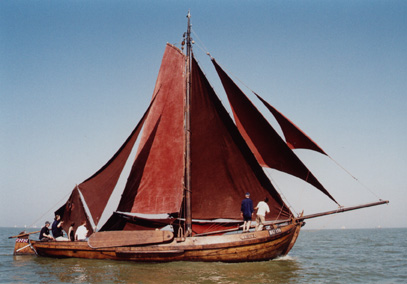
Botter BU130 - Trui

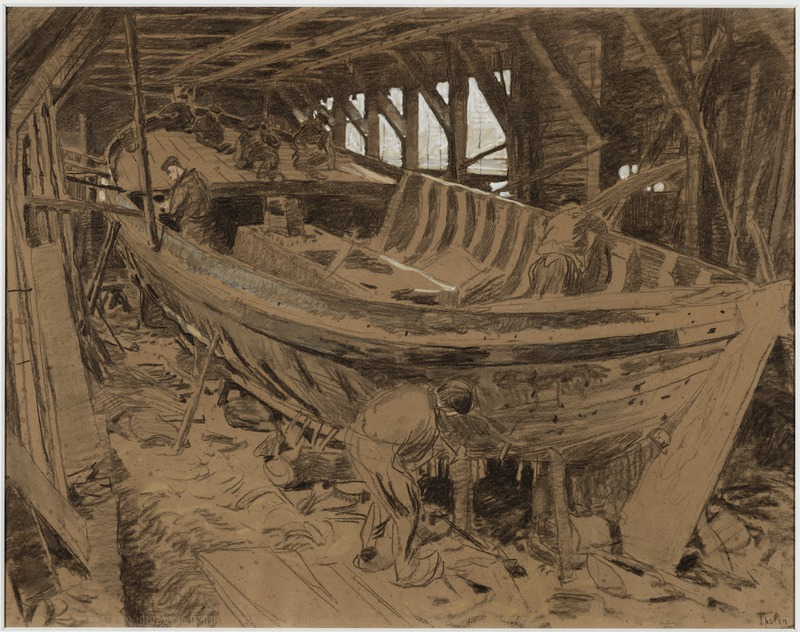
W.B. Tholen, Botterbouw, collectie Zuiderzeemuseum

De botter is een oud Nederlands type vissersvaartuig met een plat tot licht V-vormig vlak, met een net uitspringende kiel en hoekige kimmen die overgaan in bol naar buiten lopende zijden, waarvan het boeisel boven het berghout naar binnen valt (invalling).
Botters visten voornamelijk op de voormalige Zuiderzee maar werden ook gebruikt voor de kustvisserij op de Noordzee. Het type is ontstaan in de 2e helft van de 18e eeuw. Er is verwantschap aanwijsbaar met de oudere tochtschuit en het Zeeuws Waterschip.

## Constructieve bijzonderheden
Voor het bouwen van de botter werd voor de romp voornamelijk gebruikgemaakt van eikenhout. De plecht was over het algemeen van grenen omdat dat minder glad is als het nat wordt. Rondhouten zoals de mast, de giek en ook de vaarbomen waren van naald- of essenhout. Blokken waren over het algemeen ook van essenhout. De zeilen waren van katoen of vlas en het touwwerk van hennep of manilla. Onderhoud van het hout werd gedaan met harpuis, een mengsel van gekookte lijnolie en hars. En, voornamelijk onder water, Stockholmer teer. De zeilen en touwen werden van oudsher getaand in eek.
Botters hebben een hoge kop waarmee de zee gekeerd wordt en waardoor er in het vooronder leef- en opslagruimte ontstaat. Het achterschip is zeer laag om het vistuig makkelijk te kunnen hanteren. In het achterschip bevindt zich de typerende 'bun'. Die bestaat uit drie met water gevulde ruimen die onder water, aan de zijkant worden afgedekt door de geperforeerde 'kaarplaten,' zodat het buitenwater er vrij doorheen kan stromen. In de bun kon de vangst dagenlang levend worden bewaard. De ruimen zijn via de trog van bovenaf bereikbaar. De zwaarden zijn typische smalle zeezwaarden, met vleugelprofiel. 
De tuigage bestaat uit een massieve steekmast zonder zijverstaging, zodat vistuig makkelijker te hanteren is. Bij licht weer konden een kluiver en een bras of aap als bijzeilen worden toegevoegd. Opvallend is de zeer grote fok, die nodig was om de netten te slepen, maar zwaar te hanteren is bij overstag gaan bij stormachtig weer.

## Bemanning
Bij het oorspronkelijke gebruik in de visserij bestond de bemanning uit 2 tot 4 personen, afhankelijk van de visserijmethode. Deze werden aangeduid als schipper en knecht(en), wat tevens de basis was van de indeling op basis van sociale klasse in veel visserijgemeenschappen.
Bij het tegenwoordige recreatieve gebruik loopt de bemanning bij wedstrijden vaak op tot 6-8 mensen, om vlotte manoeuvres en zeilwisselingen te kunnen waarborgen. Veel botters worden ook verhuurd aan passagiers, doorgaans met schipper en een knecht. Het aantal passagiers is wegens wettelijke beperkingen gelimiteerd tot 12.

## Ondertypen
- Vooral de schepen van de Zuidwal (Huizen en Spakenburg) met de hoge kop en sterk geveegd achterschip zijn een lust voor het oog. Meestal ca. 20 ton.
- Oostwalbotters (Vollenhove, Kampen, Elburg) waren kleiner, met een lagere kop en weinig diepgang, geschikt voor het ondiepe oostelijke deel van de Zuiderzee.
- Kwakken vond men hoofdzakelijk in Volendam. Gebruikt voor de sleepnetvisserij: solo, met de kwakkuil op garnalenvangst, of in span met de wonderkuil voor haring en ansjovis. De Volendammer kwak is een slag groter (30 ton) en minder gezeegd dan de andere Zuiderzeebotters.
- Koopbotters waren puur op snelheid gebouwd. De koopbotters namen soms op volle zee de vangst van andere botters over, om aan wal te verkopen. De koopbotters werden vooral gebruikt om haring over te nemen bij een van de visafslagen om ze naar de haringrokererijen te transporteren. Na de haringcampagne werd er met de koopbotters ook gevist of ze werden gebruikt voor vervoer van gevlochten manden e.d.
- Scheldebotters (gebouwd te Baasrode, zie Scheepvaartmuseum Baasrode), voor palingtransport van de Zeeuwse wateren naar de Vlaamse Scheldesteden.
- Noordzeebotters, door de Urkers doorontwikkeld tot de moderne ijzeren Noordzeebotter.
- Jachtbotters, voorzien van kajuit. Vooral de scheepswerf Kok in Huizen was hierin gespecialiseerd.

Verder kan men nog een onderscheid maken naar gebruik. Sleepbotters waren anders ingericht dan botters voor gebruik in de hoekwantvisserij. Sleepbotters zijn onder te verdelen in linkse en rechtse botters. Hun naam ontlenen zij aan hun positie tijdens de visserij in span. De indeling van de schuit is hierop aangepast; bij een linkse botter zit bijvoorbeeld het deurtje naar het vooronder links en bij een rechtse botter rechts.
Koopbotters waren sneller gebouwd dan een normale botter: een iets smaller achterschip. Ook waren ze iets langer en voerden een grotere tuigage. Alles met als doel de haring zo snel mogelijk naar de bestemming te kunnen brengen. Ze waren eigendom van vishandelaar of combinatie van handelaren en voeren met een zetschipper en knecht. Ze werden uitgezonden om op zee de visser te praaien en vis uit de hand te kopen. Zij voeren daartoe met de vlag in top en streken deze wanneer zij vis genoeg hadden. 
In de collectie van het Zuiderzeemuseum bevindt zich de laatste vissende zeilbotter van Marken (MK53). Er is mee gevist tot 1962. Daarna is het schip voor de pleziervaart gebruikt. De botter zou gebouwd zijn voor een viskoper in Huizen. Onzeker is of hij in 1911 of 1919 in de vaart is genomen.

## Botterbehoud
Na de afsluiting van de Zuiderzee zijn er nagenoeg geen nieuwe botters meer gebouwd. Hout en zeiltuig werden verdrongen door ijzer en motoren. Vandaag de dag worden er toch nog enkele tientallen botters door liefhebbers in de vaart gehouden. Zij zijn verenigd in de Vereniging Botterbehoud. Binnen de vereniging wordt bij het restaureren en onderhouden van de schepen gestreefd naar maximale originaliteit in bouwmethodes en materiaalgebruik.